# Robin 1
Robin 1 ist der Funkrufname des Rettungshubschraubers der Schenk Air, welcher in Schruns stationiert ist.

## Station, Einsatz und Besetzung
Der Hubschrauber ist am Sanatorium Dr. Schenk stationiert. Er ist Mitte Dezember bis Ostern in Einsatzbereitschaft. Er wird von der Rettungs- und Feuerwehrleitstelle (RFL) alarmiert, um die Erstversorgung von verunfallten, erkrankten oder in Not geratenen Personen zu gewährleisten. Weiterhin verfügt Robin 1 über eine fest installierte Seilwinde, mit der Einsätze in alpinem Gelände durchgeführt werden können, wenn die Landung am Einsatzort nicht möglich ist.
Robin 1 gehört zu den wenigen Rettungshubschraubern in Österreich, welche mit einer fest installierten Seilwinde ausgestattet sind.
Auf der Station kommt eine Maschine vom Typ Agusta Westland AW 109 SP zum Einsatz.